# Sarrant
Pour les articles ayant des titres homophones, voir Saran et Sarran.
Sarrant est une commune française située dans le département du Gers, en région Occitanie. Sur le plan historique et culturel, la commune est dans la Lomagne, une ancienne circonscription de la province de Gascogne ayant titre de vicomté, surnommée « Toscane française ».
Exposée à un climat océanique altéré, elle est drainée par la Gimone, le Sarrampion et par divers autres petits cours d'eau. La commune possède un patrimoine naturel remarquable composé d'une zone naturelle d'intérêt écologique, faunistique et floristique.
Sarrant est une commune rurale qui compte 361 habitants en 2022, après avoir connu un pic de population de 1 070 habitants en 1800. Elle fait partie de l'aire d'attraction de Toulouse. Ses habitants sont appelés les Sarrantais ou  Sarrantaises.
Le patrimoine architectural de la commune comprend un immeuble protégé au titre des monuments historiques : la porte de ville, inscrite en 1927.

## Géographie

### Localisation
Sarrant est une bastide située au nord-est du Gers en terre gasconne, aux confins de la Lomagne. C'est une commune limitrophe avec les départements de la Haute-Garonne et de Tarn-et-Garonne.
Le village fortifié, disposé en cercle autour de l'église Saint-Vincent, est au carrefour de la D 165 et de la D 205, à 10 km au nord-est de Mauvezin, à 8 km au nord-ouest de Cologne et à 5 km au sud-est de Solomiac.

### Communes limitrophes
Les communes limitrophes sont  Brignemont, Labrihe, Maubec, Saint-Georges, Sainte-Anne et Solomiac.
| Solomiac | Maubec (Tarn-et-Garonne) |                            |
| Labrihe  | Sarrant                  | Brignemont (Haute-Garonne) |
|          | Saint-Georges            | Sainte-Anne                |

### Géologie et relief
Sarrant se situe en zone de sismicité 1 (sismicité très faible).

### Hydrographie

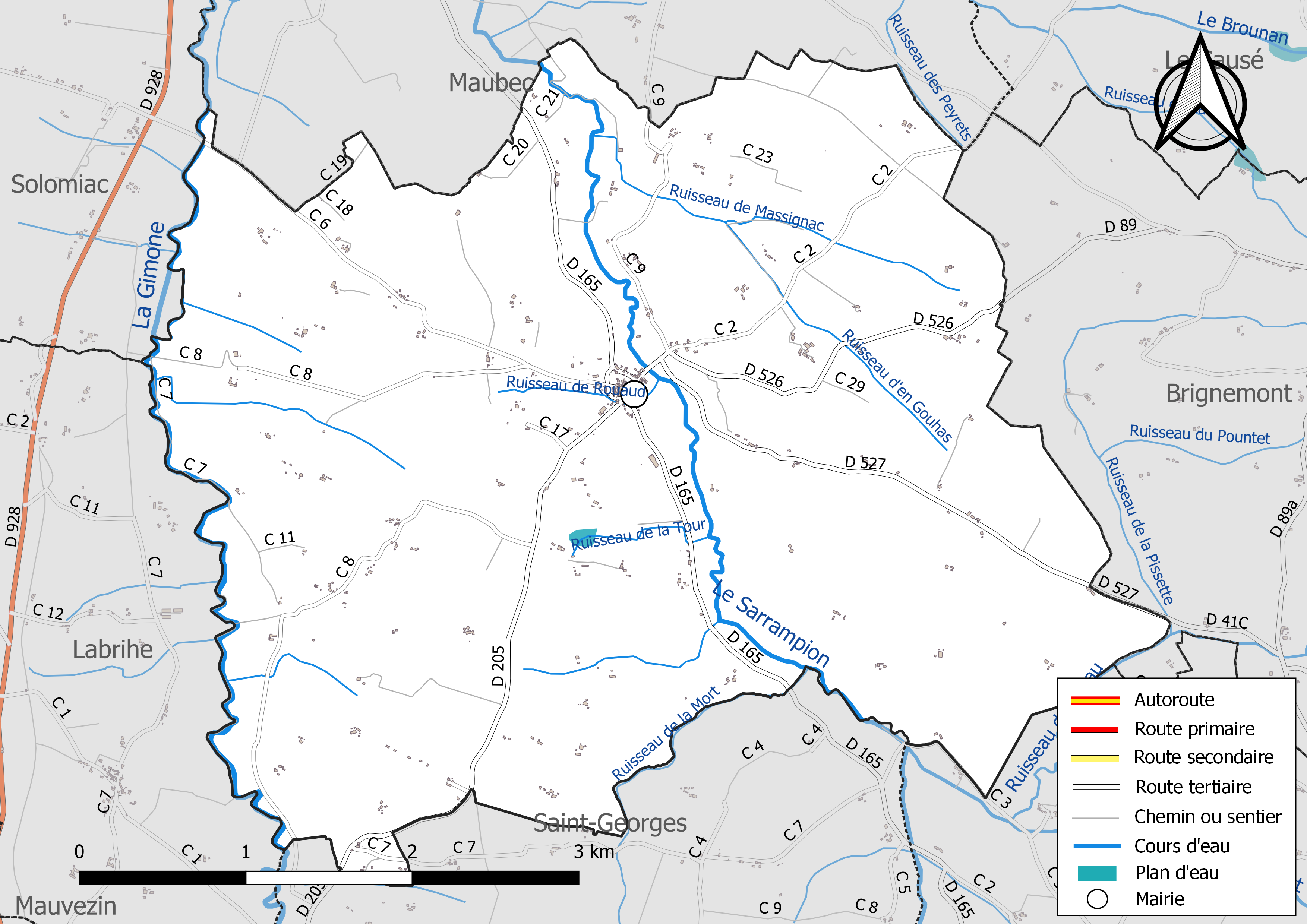
Réseaux hydrographique et routier de Sarrant.

La commune est dans le bassin de la Garonne, au sein du bassin hydrographique Adour-Garonne. Elle est drainée par la Gimone, le Sarrampion, un bras de la Gimone, le ruisseau de la Mort, le ruisseau de la Tour, le ruisseau de Massignac, le ruisseau d'en Gouhas, le ruisseau de Rouaud et par divers petits cours d'eau, qui constituent un réseau hydrographique de 22 km de longueur totale,.
La Gimone, d'une longueur totale de 135,7 km, prend sa source dans la commune de Saint-Loup-en-Comminges et s'écoule du sud-ouest vers le nord-est. Elle traverse la commune et se jette dans la Garonne à Castelferrus, après avoir traversé 54 communes.
Le Sarrampion, d'une longueur totale de 25,4 km, prend sa source dans la commune de Monferran-Savès et s'écoule vers le nord. Il traverse la commune et se jette dans la Gimone à Maubec, après avoir traversé 14 communes.

### Climat
Pour des articles plus généraux, voir Climat de l'Occitanie et Climat du Gers.
En 2010, le climat de la commune est de type climat du Bassin du Sud-Ouest, selon une étude s'appuyant sur une série de données couvrant la période 1971-2000. En 2020, Météo-France publie une typologie des climats de la France métropolitaine dans laquelle la commune est exposée à un climat océanique altéré et est dans la région climatique Aquitaine, Gascogne, caractérisée par une pluviométrie abondante au printemps, modérée en automne, un faible ensoleillement au printemps, un été chaud (19,5 °C), des vents faibles, des brouillards fréquents en automne et en hiver et des orages fréquents en été (15 à 20 jours).
Pour la période 1971-2000, la température annuelle moyenne est de 13,3 °C, avec une amplitude thermique annuelle de 15,6 °C. Le cumul annuel moyen de précipitations est de 716 mm, avec 9,7 jours de précipitations en janvier et 5,7 jours en juillet. Pour la période 1991-2020, la température moyenne annuelle observée sur la station météorologique la plus proche, située sur la commune de Sainte-Anne à 4 km à vol d'oiseau, est de 13,6 °C et le cumul annuel moyen de précipitations est de 676,2 mm,. Pour l'avenir, les paramètres climatiques de la commune estimés pour 2050 selon différents scénarios d'émission de gaz à effet de serre sont consultables sur un site dédié publié par Météo-France en novembre 2022.

### Milieux naturels et biodiversité

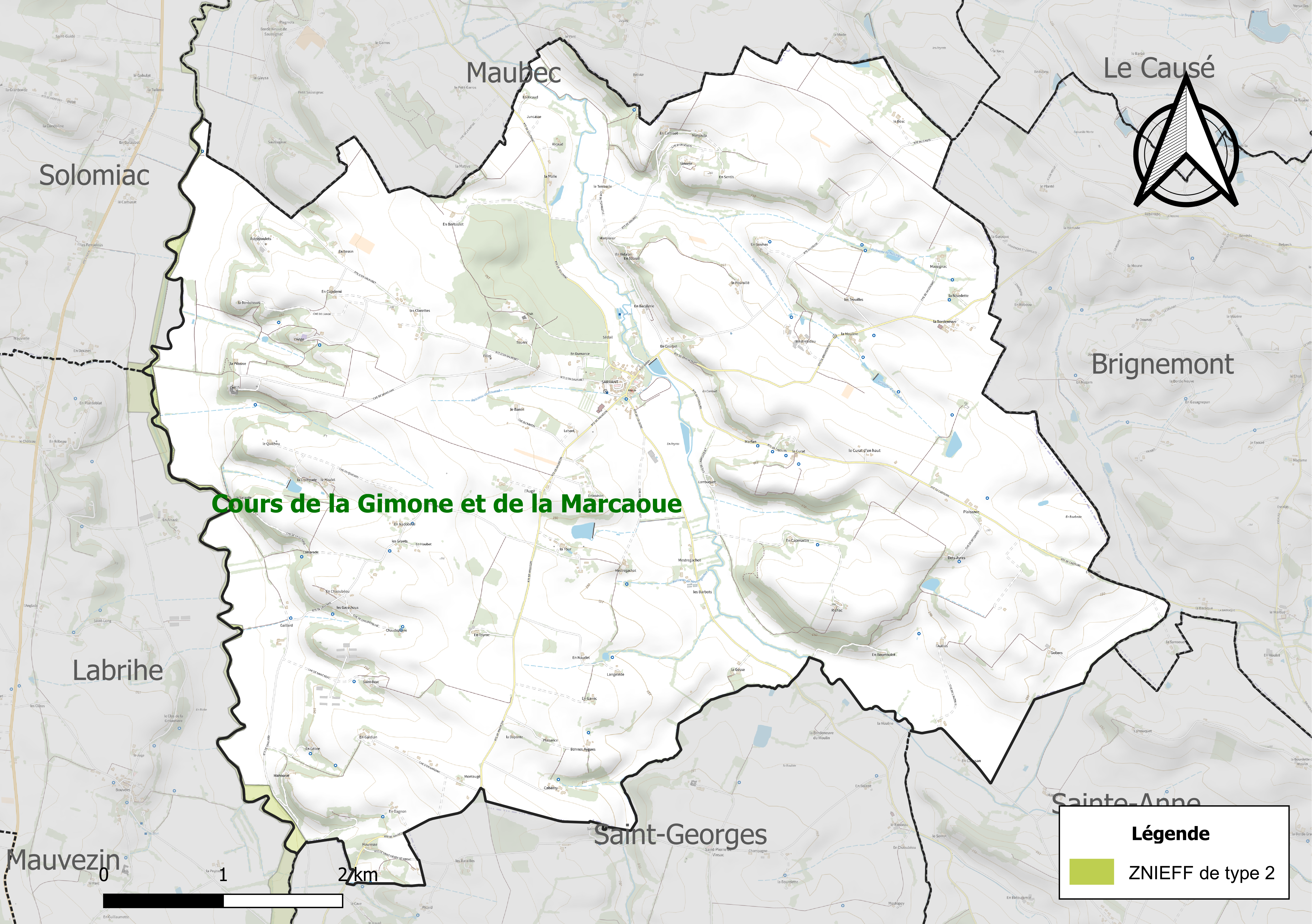
Carte de la ZNIEFF de type 2 localisée sur la commune.

L’inventaire des zones naturelles d'intérêt écologique, faunistique et floristique (ZNIEFF) a pour objectif de réaliser une couverture des zones les plus intéressantes sur le plan écologique, essentiellement dans la perspective d’améliorer la connaissance du patrimoine naturel national et de fournir aux différents décideurs un outil d’aide à la prise en compte de l’environnement dans l’aménagement du territoire.
Une ZNIEFF de type 2 est recensée sur la commune :
le « cours de la Gimone et de la Marcaoue » (3 085 ha), couvrant 60 communes dont cinq dans la Haute-Garonne, 37 dans le Gers, une dans les Hautes-Pyrénées et 17 dans le Tarn-et-Garonne.

## Urbanisme

### Typologie
Au 1er janvier 2024, Sarrant est catégorisée commune rurale à habitat très dispersé, selon la nouvelle grille communale de densité à sept niveaux définie par l'Insee en 2022.
Elle est située hors unité urbaine. Par ailleurs la commune fait partie de l'aire d'attraction de Toulouse, dont elle est une commune de la couronne,. Cette aire, qui regroupe 527 communes, est catégorisée dans les aires de 700 000 habitants ou plus (hors Paris),.

### Occupation des sols
L'occupation des sols de la commune, telle qu'elle ressort de la base de données européenne d’occupation biophysique des sols Corine Land Cover (CLC), est marquée par l'importance des territoires agricoles (97,7 % en 2018), une proportion sensiblement équivalente à celle de 1990 (97 %). La répartition détaillée en 2018 est la suivante : 
terres arables (77,1 %), zones agricoles hétérogènes (20,6 %), forêts (2,3 %). L'évolution de l’occupation des sols de la commune et de ses infrastructures peut être observée sur les différentes représentations cartographiques du territoire : la carte de Cassini (XVIIIe siècle), la carte d'état-major (1820-1866) et les cartes ou photos aériennes de l'IGN pour la période actuelle (1950 à aujourd'hui).

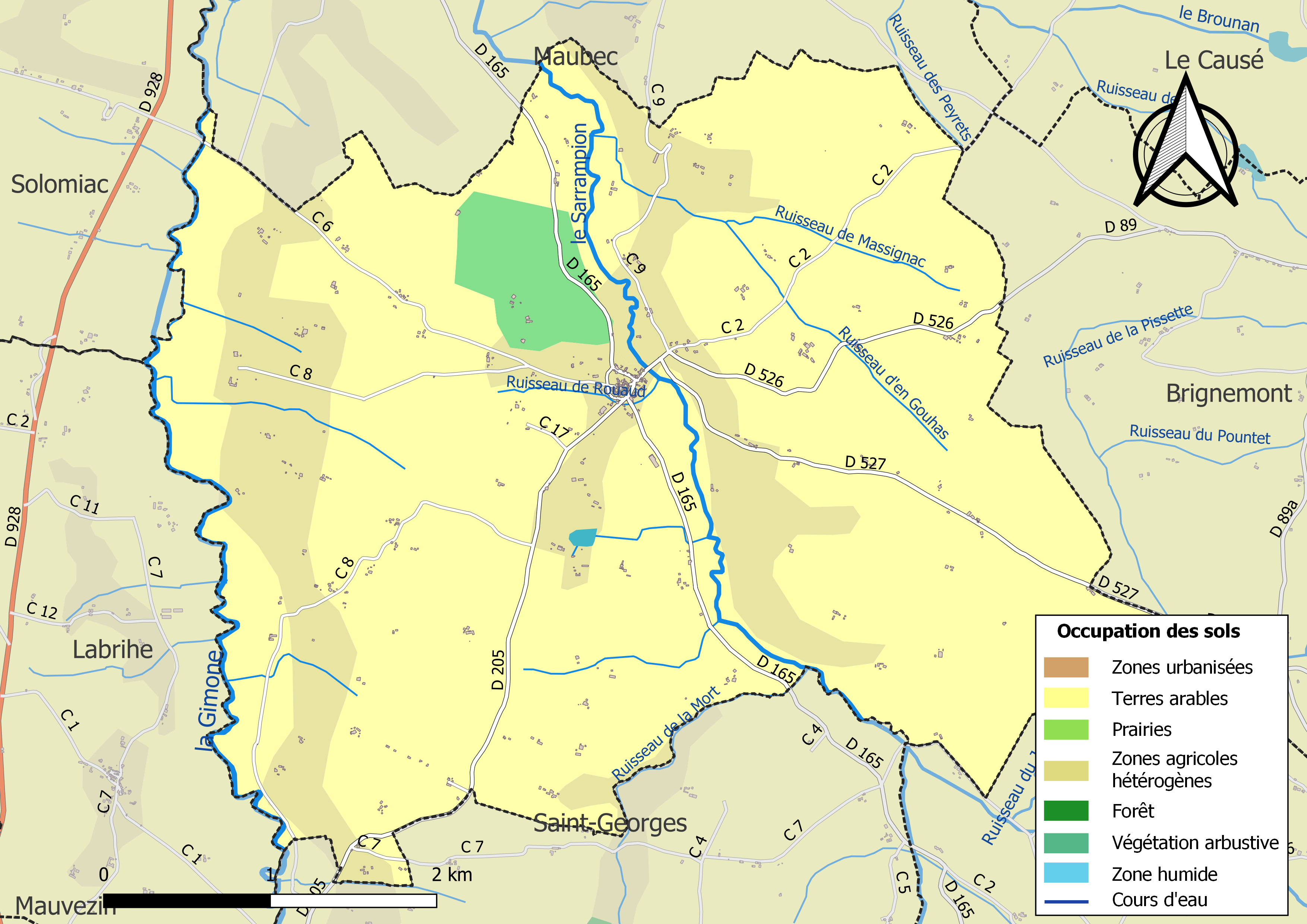
Carte des infrastructures et de l'occupation des sols de la commune en 2018 (CLC).

### Risques majeurs
Le territoire de la commune de Sarrant est vulnérable à différents aléas naturels : météorologiques (tempête, orage, neige, grand froid, canicule ou sécheresse) et séisme (sismicité très faible). Il est également exposé à un risque technologique, la rupture d'un barrage. Un site publié par le BRGM permet d'évaluer simplement et rapidement les risques d'un bien localisé soit par son adresse soit par le numéro de sa parcelle.

#### Risques naturels

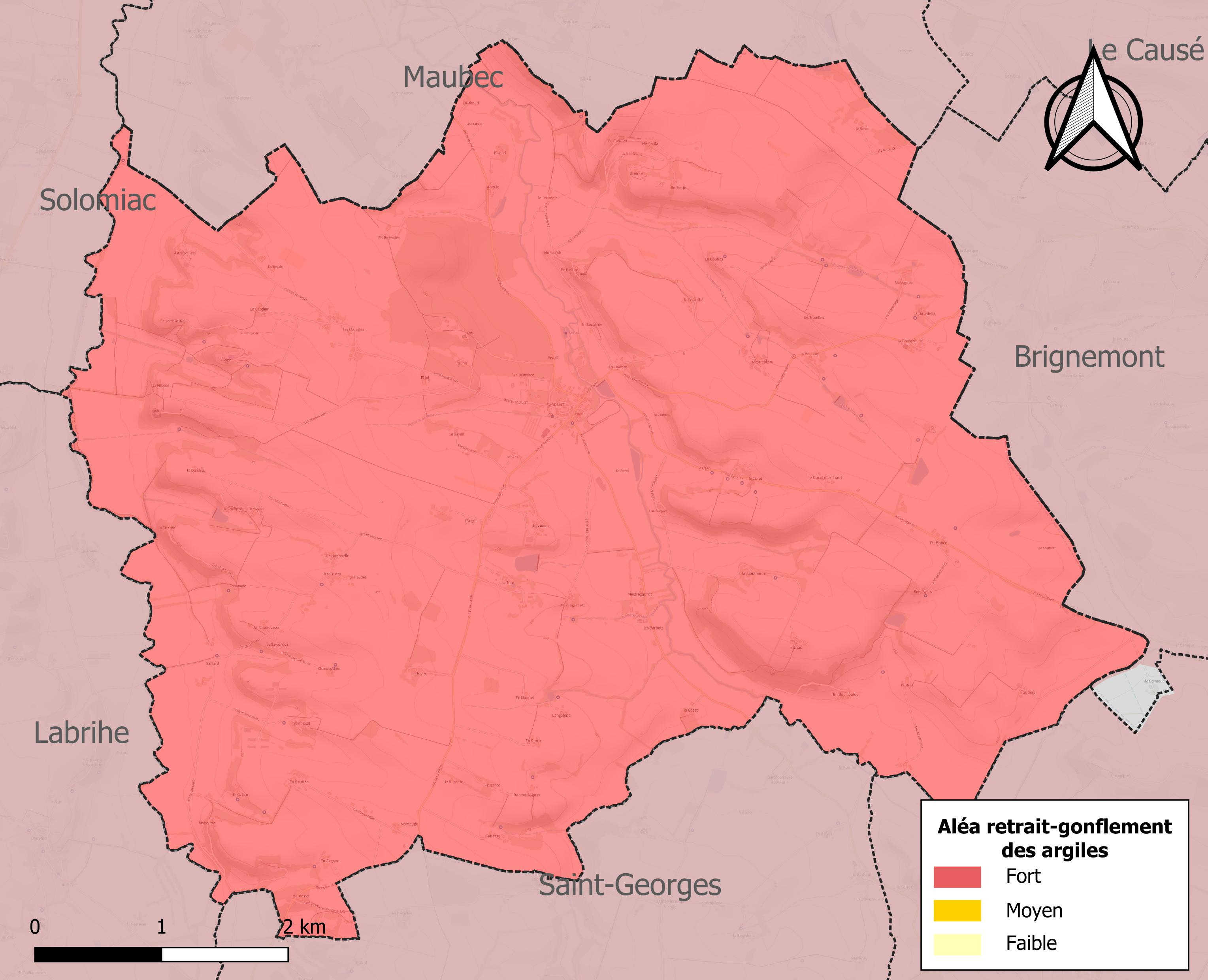
Carte des zones d'aléa retrait-gonflement des sols argileux de Sarrant.

Le retrait-gonflement des sols argileux est susceptible d'engendrer des dommages importants aux bâtiments en cas d’alternance de périodes de sécheresse et de pluie. La totalité de la commune est en aléa moyen ou fort (94,5 % au niveau départemental et 48,5 % au niveau national). Sur les 203 bâtiments dénombrés sur la commune en 2019, 203 sont en aléa moyen ou fort, soit 100 %, à comparer aux 93 % au niveau départemental et 54 % au niveau national. Une cartographie de l'exposition du territoire national au retrait gonflement des sols argileux est disponible sur le site du BRGM,.
Par ailleurs, afin de mieux appréhender le risque d’affaissement de terrain, l'inventaire national des cavités souterraines permet de localiser celles situées sur la commune.
La commune a été reconnue en état de catastrophe naturelle au titre des dommages causés par les inondations et coulées de boue survenues en 1987, 1999, 2002, 2005, 2008, 2009, 2013, 2015 et 2018. Concernant les mouvements de terrains, la commune a été reconnue en état de catastrophe naturelle au titre des dommages causés par la sécheresse en 1989, 1998, 2002, 2003, 2012 et 2016 et par des mouvements de terrain en 1999.

#### Risques technologiques
La commune est en outre située en aval du barrage de la Gimone, un ouvrage de classe A disposant d'une retenue de 25 millions de mètres cubes. La fiche réflexe du PPI définit le temps d'arrivée de l'onde et la zone d'accueil selon la position des habitants concernés par rapport à la Gimone (rive droite ou gauche),,. À ce titre elle est susceptible d’être touchée par l’onde de submersion consécutive à la rupture de cet ouvrage,

## Histoire
De forme circulaire, le village est une sauveté construite autour de son église, placée sous le patronage de saint Vincent d'Agen. Il a succédé à un habitat du haut Moyen Âge, édifié sur un site antique. Sarrant, situé sur la voie romaine Toulouse-Lectoure, longeant la rive droite du Sarrampion, figure sur les cartes de l'Empire romain, sous le nom de Sarrali (table de Peutingër). Cette origine antique a été confirmée, en 2004, par la découverte d'une tombe en bâtière, couverte de tegulae (tuiles), antérieure au IVe siècle.
La charte des coutumes de la ville datée de 1265, avec les privilèges annexes, accordés par Philippe IV le Bel en 1307, fait de Sarrant un castrum royal dirigé par des consuls, nul seigneur ne peut y exercer son pouvoir.
Au XVe siècle, trois châteaux existent dans la juridiction. Le château de Savailhan, appartient à la famille de Mauléon. Denis de Mauléon est un fidèle compagnon d'armes et ami d'Henri de Navarre. Le château de Reychac, aujourd'hui disparu, salle moyenâgeuse rectangulaire d'un seul étage, flanquée d'une tour ronde dominant deux vallons, appartient au baron Jean-Jacques de Reychac. Le château de Cédailh, tout proche du village, est habité par Jean de Cédailh, bourgeois et marchand de Beaumont-de-Lomagne.
Au XVIe siècle, Sarrant est une paroisse prospère comptant presque 2 000 âmes, dont 400 environ vivent dans l'enceinte. La ville s'est développée principalement autour de la culture du blé, de la vigne et de l'élevage des brebis. L'artisanat est dominé par les métiers du tissage de la laine et du lin. Pendant les guerres de religion, la communauté subit attaques et pillages. En 1590, Sarrant est occupé, sa tour endommagée. La ville est libérée contre une importante rançon, payée en mettant en gage l'argenterie de l'église, ce qui a évité sa destruction.
Fait remarquable, probablement unique en Gascogne, une importante confrérie de musiciens, dont beaucoup sont aveugles, s'est développée au cours du XVIe siècle. Entre 1580 et 1640, plus d'une centaine de musiciens, violons, vielles à roue, tambourins à cordes (tountoun) et flûtes, ont été recensés. Les maîtres violons de Sarrant formaient des apprentis venus de tout le pays, du Béarn, du Pays basque, ainsi que du Roussillon, alors espagnol.
Le XVIIe siècle est marqué par la terrible épidémie de peste bubonique de 1628-1631 qui fera une centaine de morts dans la paroisse. Pendant la période de la Révolution, la communauté est victime de brigandages et incendies des gerbiers, des patrouilles armées sont mises en place. À partir de 1793, Sarrant deviendra un foyer de contrerévolution, la population se révolte contre les abus du pouvoir républicain et entre en résistance en dissimulant les prêtres réfractaires qui célèbrent des messes clandestines dans les hameaux.
En 1813, le pont-levis est remplacé par un pont de pierre. Plus tard, une large brèche sera faite dans la muraille ouest pour donner passage à la route. Entre 1853 et 1863, dans un souci d'assainissement et de modernisation de la ville, les fossés sont comblés et des platanes sont plantés sur leur emplacement.

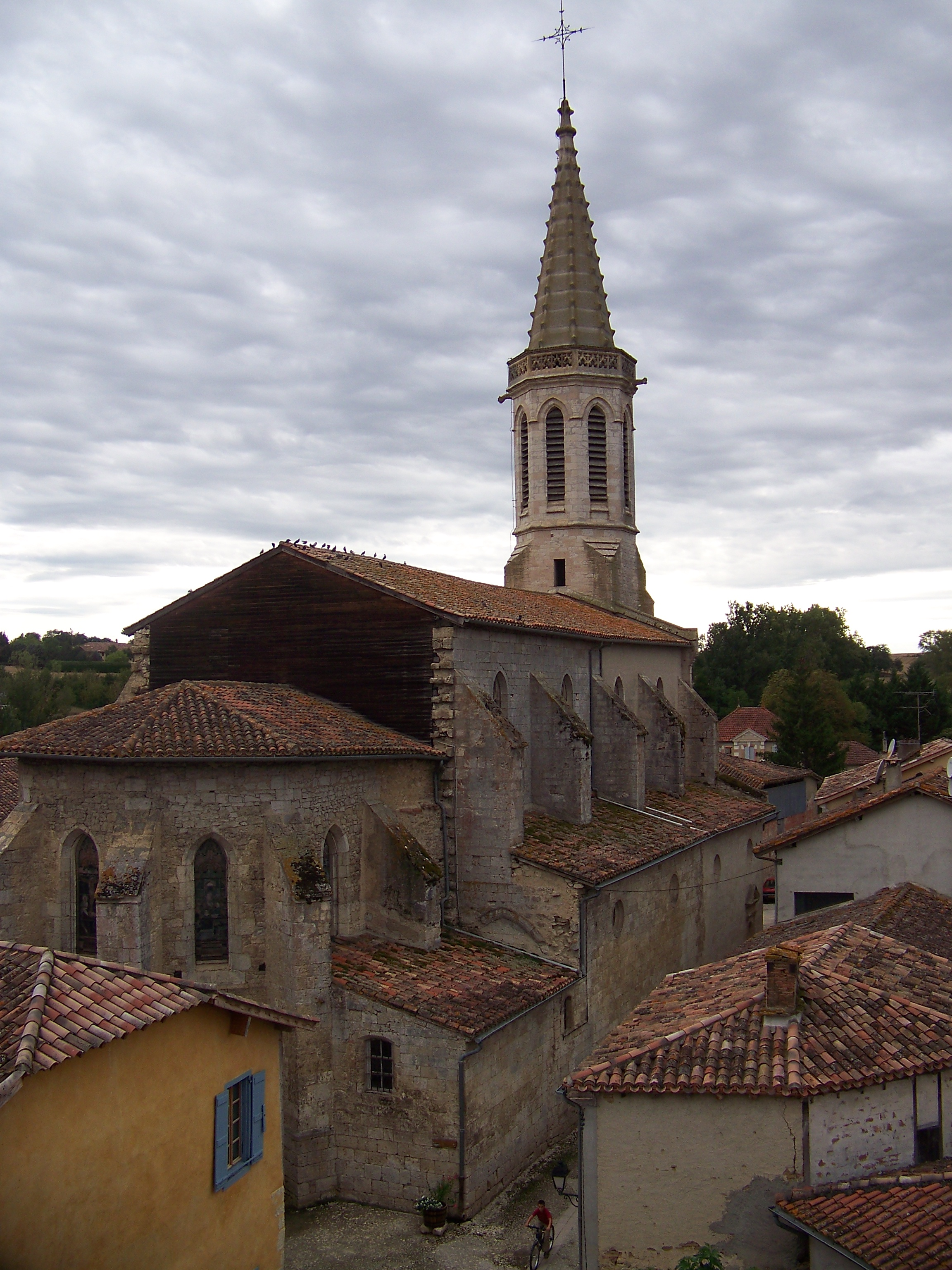
L'église et les toits de Sarrant.
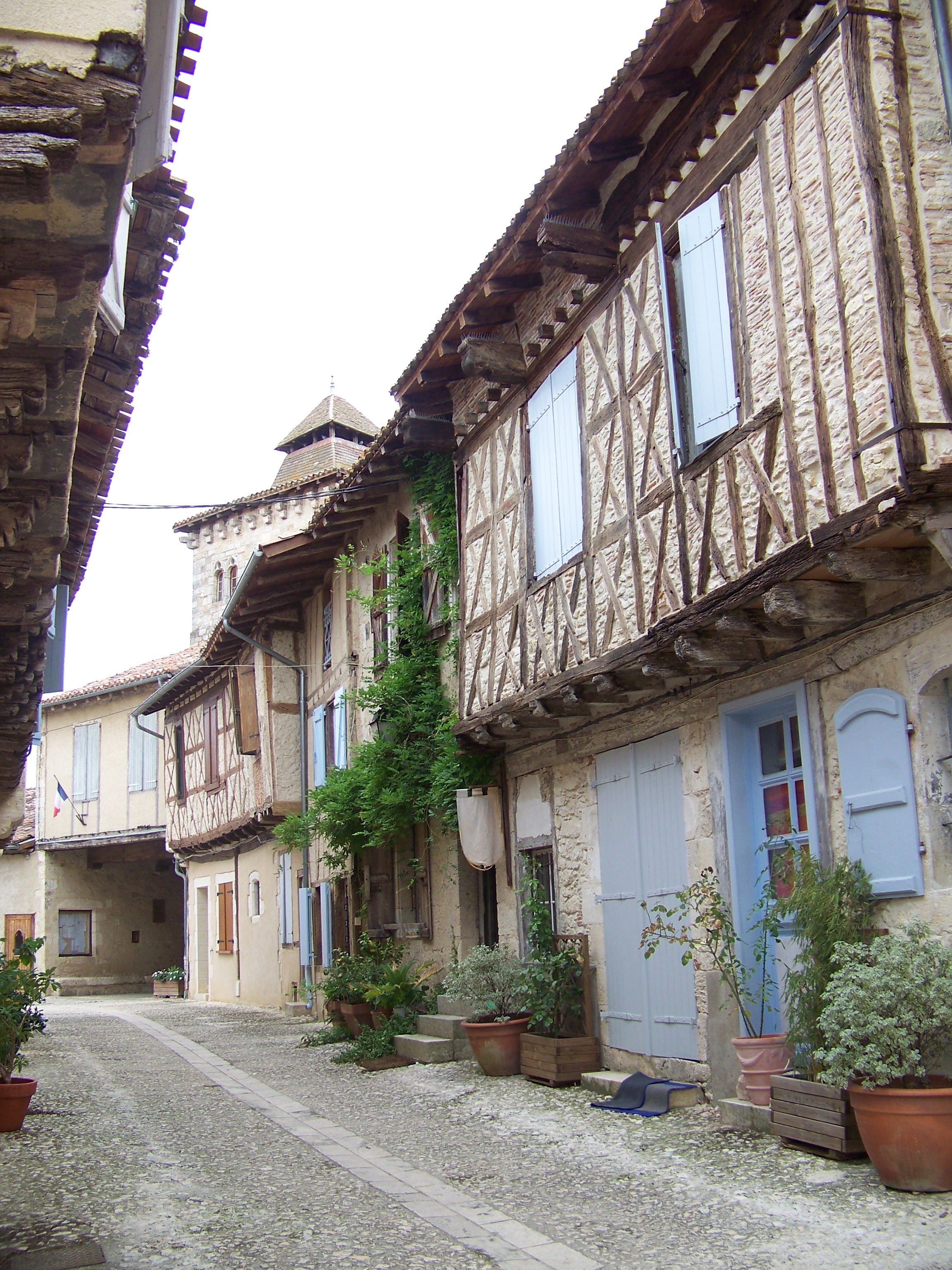
Maisons anciennes.
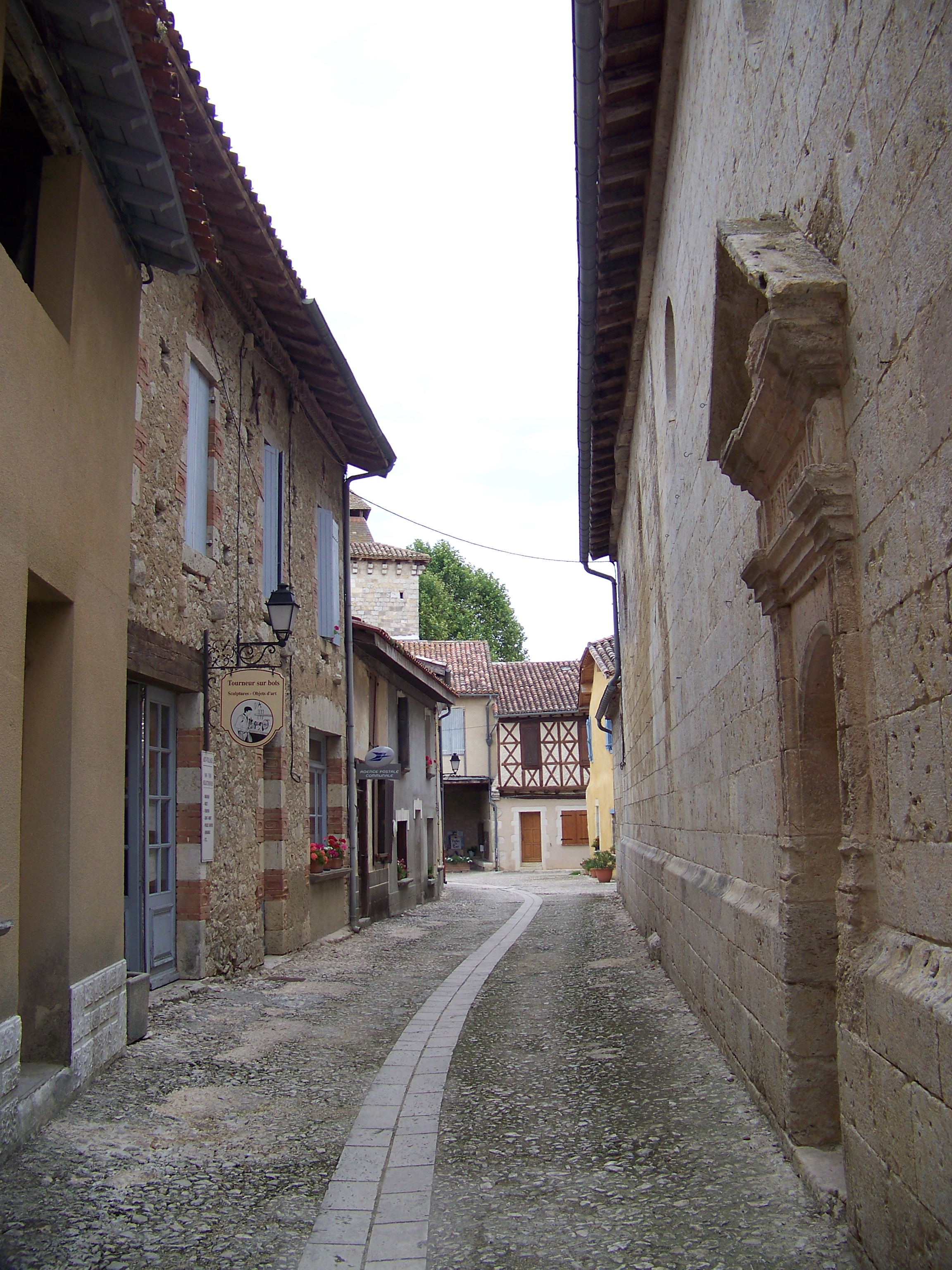
Une ruelle de Sarrant.
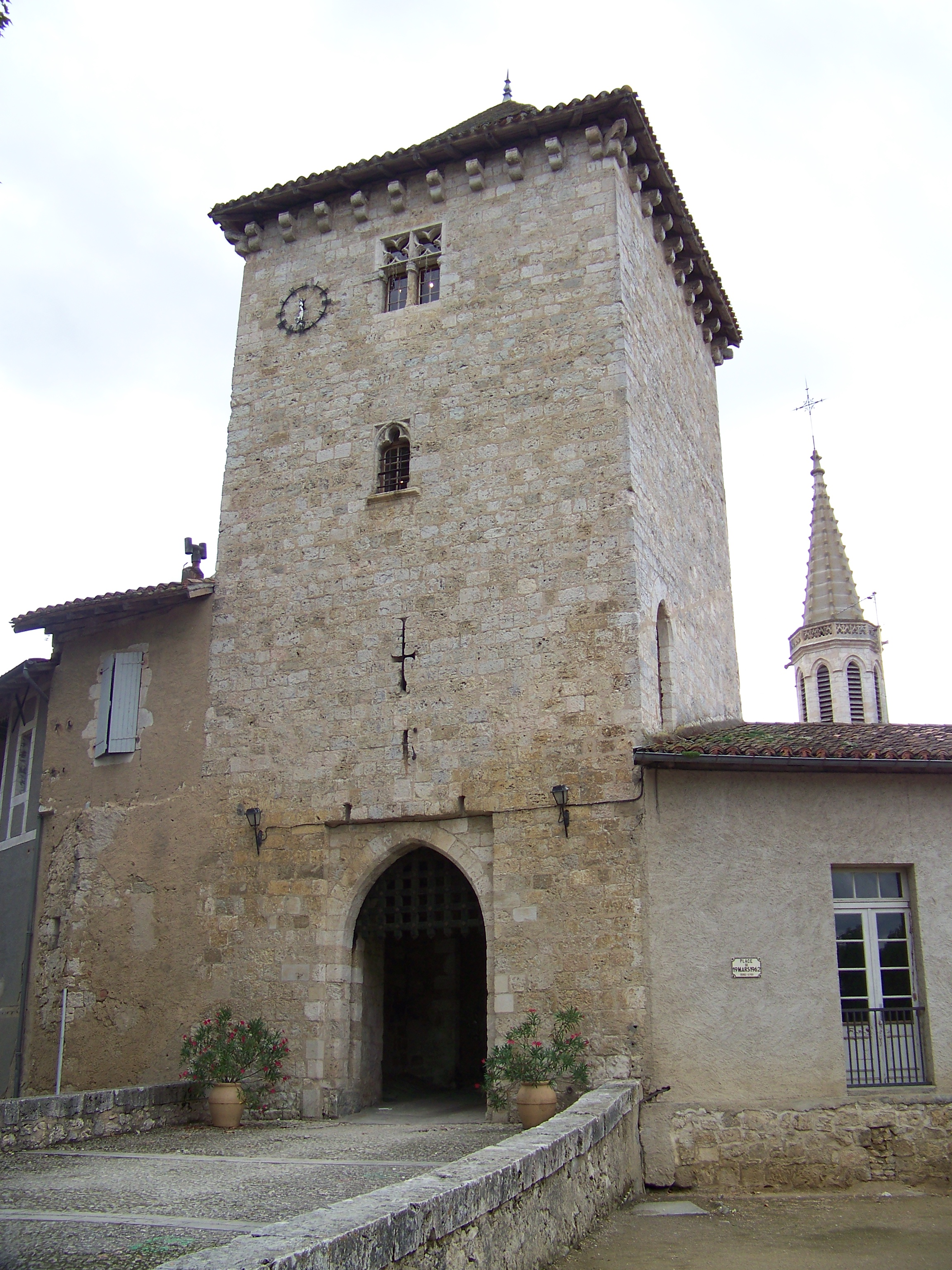
Tour et porte de ville, et le pont de pierre.
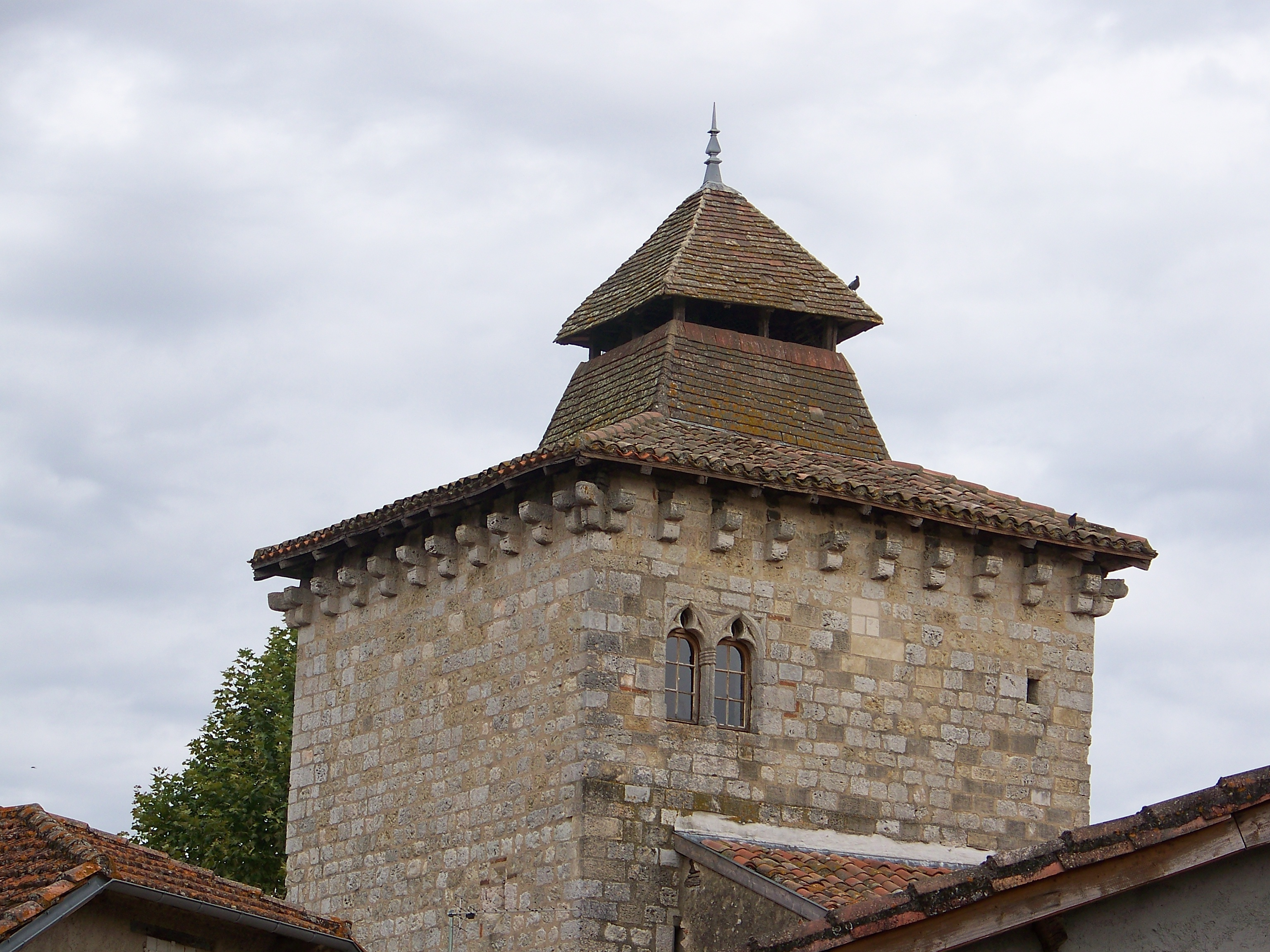
La tour et son clocheton.

## Politique et administration

### Liste des maires
| Période                                  | Période  | Identité            | Étiquette     | Qualité     |
| ---------------------------------------- | -------- | ------------------- | ------------- | ----------- |
| Les données manquantes sont à compléter. |          |                     |               |             |
| mars 2001                                | 2008     | Anne Salat          |               |             |
| mars 2008                                | 2014     | Lucien Calestroupat |               |             |
| mars 2014                                | En cours | Alain Berthet       | DVG puis Agir | Agriculteur |

## Population et société

### Démographie
L'évolution du nombre d'habitants est connue à travers les recensements de la population effectués dans la commune depuis 1793. Pour les communes de moins de 10 000 habitants, une enquête de recensement portant sur toute la population est réalisée tous les cinq ans, les populations de référence des années intermédiaires étant quant à elles estimées par interpolation ou extrapolation. Pour la commune, le premier recensement exhaustif entrant dans le cadre du nouveau dispositif a été réalisé en 2006.

En 2022, la commune comptait 361 habitants, en évolution de −1,9 % par rapport à 2016 (Gers : +1,04 %, France hors Mayotte : +2,11 %).
| 1793 | 1800  | 1806  | 1821 | 1831  | 1841  | 1846  | 1851  | 1856 |
| ---- | ----- | ----- | ---- | ----- | ----- | ----- | ----- | ---- |
| 905  | 1 070 | 1 042 | 983  | 1 011 | 1 025 | 1 020 | 1 017 | 912  |

| 1861 | 1866 | 1872 | 1876 | 1881 | 1886 | 1891 | 1896 | 1901 |
| ---- | ---- | ---- | ---- | ---- | ---- | ---- | ---- | ---- |
| 952  | 887  | 854  | 820  | 785  | 729  | 694  | 685  | 632  |

| 1906 | 1911 | 1921 | 1926 | 1931 | 1936 | 1946 | 1954 | 1962 |
| ---- | ---- | ---- | ---- | ---- | ---- | ---- | ---- | ---- |
| 635  | 615  | 519  | 541  | 542  | 530  | 491  | 460  | 440  |

| 1968 | 1975 | 1982 | 1990 | 1999 | 2006 | 2011 | 2016 | 2021 |
| ---- | ---- | ---- | ---- | ---- | ---- | ---- | ---- | ---- |
| 357  | 319  | 312  | 319  | 338  | 340  | 392  | 368  | 361  |

| 2022 | - | - | - | - | - | - | - | - |
| ---- | - | - | - | - | - | - | - | - |
| 361  | - | - | - | - | - | - | - | - |

### Manifestations culturelles et festivités

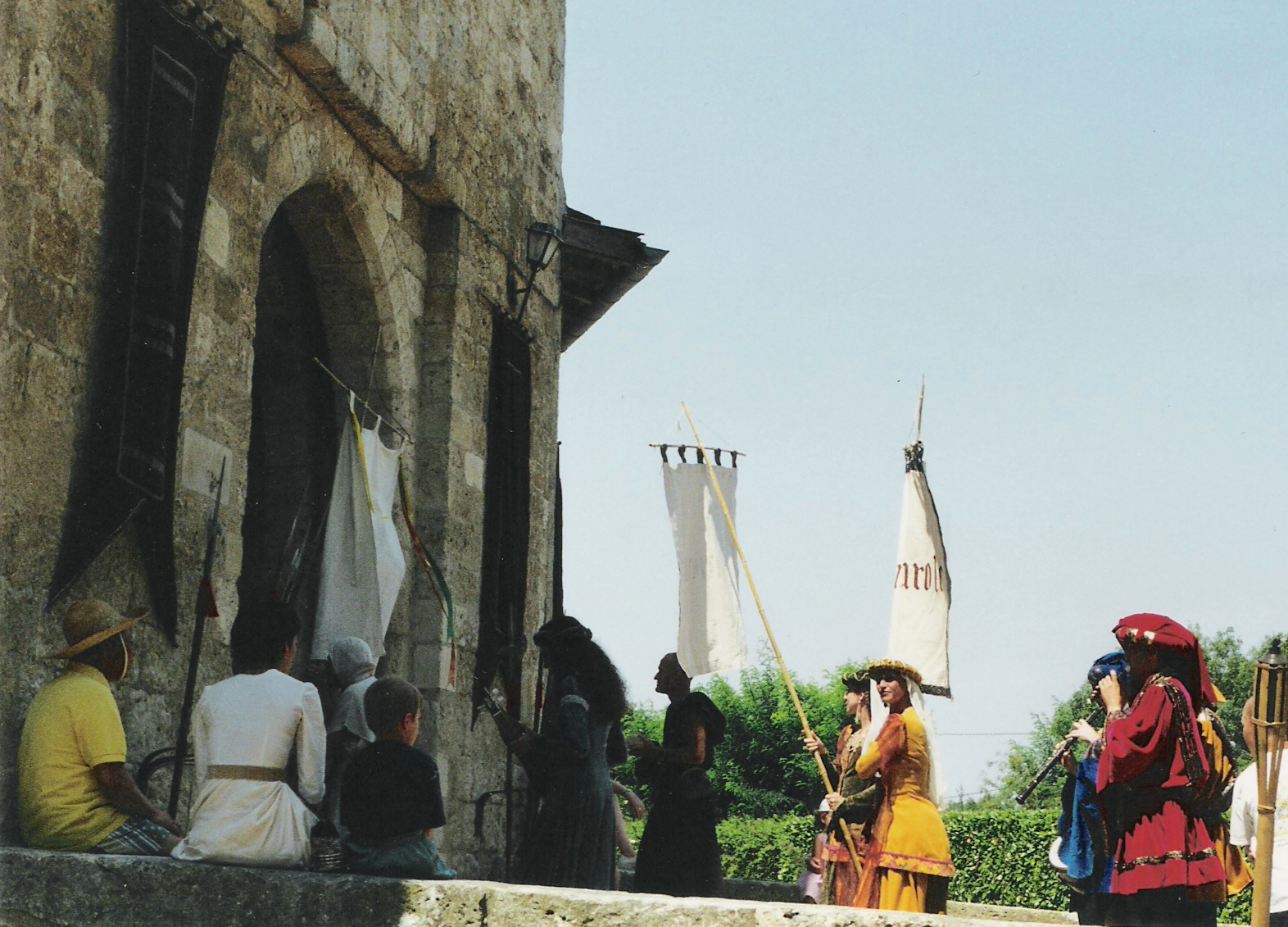
Défilé costumé en 2001.

- Festival de danse et de musique médiévales.

## Économie

### Revenus
En 2018  (données Insee publiées en septembre 2021), la commune compte 158 ménages fiscaux, regroupant 354 personnes. La médiane du revenu disponible par unité de consommation est de 20 800 € (20 820 € dans le département).

### Emploi
|                | 2008  | 2013  | 2018  |
| -------------- | ----- | ----- | ----- |
| Commune        | 4,2 % | 6,1 % | 6,1 % |
| Département    | 6,1 % | 7,5 % | 8,2 % |
| France entière | 8,3 % | 10 %  | 10 %  |

En 2018, la population âgée de 15 à 64 ans s'élève à 220 personnes, parmi lesquelles on compte 75,4 % d'actifs (69,3 % ayant un emploi et 6,1 % de chômeurs) et 24,6 % d'inactifs,. Depuis 2008, le taux de chômage communal (au sens du recensement) des 15-64 ans est inférieur à celui de la France et du département.
La commune fait partie de la couronne de l'aire d'attraction de Toulouse, du fait qu'au moins 15 % des actifs travaillent dans le pôle,. Elle compte 74 emplois en 2018, contre 66 en 2013 et 83 en 2008. Le nombre d'actifs ayant un emploi résidant dans la commune est de 154, soit un indicateur de concentration d'emploi de 48 % et un taux d'activité parmi les 15 ans ou plus de 53,7 %.
Sur ces 154 actifs de 15 ans ou plus ayant un emploi, 41 travaillent dans la commune, soit 27 % des habitants. Pour se rendre au travail, 87,8 % des habitants utilisent un véhicule personnel ou de fonction à quatre roues, 1,3 % les transports en commun, 5,1 % s'y rendent en deux-roues, à vélo ou à pied et 5,9 % n'ont pas besoin de transport (travail au domicile).

### Activités hors agriculture
41 établissements sont implantés  à Sarrant au 31 décembre 2019. Le tableau ci-dessous en détaille le nombre par secteur d'activité et compare les ratios avec ceux du département,.
| Secteur d'activité                                                                                        | Commune | Commune | Département |
| Secteur d'activité                                                                                        | Nombre  | %       | %           |
| --- | ------- | ------- | ----------- |
| Ensemble                                                                                                  | 41      | 100 %   | (100 %)     |
| Industrie manufacturière, industries extractives et autres                                                | 9       | 22 %    | (12,3 %)    |
| Construction                                                                                              | 5       | 12,2 %  | (14,6 %)    |
| Commerce de gros et de détail, transports, hébergement et restauration                                    | 12      | 29,3 %  | (27,7 %)    |
| Information et communication                                                                              | 1       | 2,4 %   | (1,8 %)     |
| Activités financières et d'assurance                                                                      | 1       | 2,4 %   | (3,5 %)     |
| Activités immobilières                                                                                    | 2       | 4,9 %   | (5,2 %)     |
| Activités spécialisées, scientifiques et techniques et activités de services administratifs et de soutien | 2       | 4,9 %   | (14,4 %)    |
| Administration publique, enseignement, santé humaine et action sociale                                    | 5       | 12,2 %  | (12,3 %)    |
| Autres activités de services                                                                              | 4       | 9,8 %   | (8,3 %)     |

Le secteur du commerce de gros et de détail, des transports, de l'hébergement et de la restauration est prépondérant sur la commune puisqu'il représente 29,3 % du nombre total d'établissements de la commune (12 sur les 41 entreprises implantées  à Sarrant), contre 27,7 % au niveau départemental.

### Agriculture
La commune est dans les « Coteaux du Gers », une petite région agricole occupant l'est du département du Gers. En 2020, l'orientation technico-économique de l'agriculture  sur la commune est l'exploitation de grandes cultures (hors céréales et oléoprotéagineuses).
|               | 1988  | 2000  | 2010  | 2020  |
| ------------- | ----- | ----- | ----- | ----- |
| Exploitations | 48    | 39    | 28    | 30    |
| SAU (ha)      | 1 957 | 1 911 | 1 600 | 1 912 |

Le nombre d'exploitations agricoles en activité et ayant leur siège dans la commune est passé de 48 lors du recensement agricole de 1988  à 39 en 2000 puis à 28 en 2010 et enfin à 30 en 2020, soit une baisse de 37 % en 32 ans. Le même mouvement est observé à l'échelle du département qui a perdu pendant cette période 51 % de ses exploitations,. La surface agricole utilisée sur la commune a également diminué, passant de 1 957 ha en 1988 à 1 912 ha en 2020. Parallèlement la surface agricole utilisée moyenne par exploitation a augmenté, passant de 41 à 64 ha.

## Culture locale et patrimoine

### Lieux et monuments
- Depuis 1999 Sarrant fait partie des plus beaux villages de France, le cœur du village constituant un ensemble de maisons et de monuments remarquable. Cette homologation est donnée par l'Association des Plus Beaux Villages de France créée en 1982. Le but de l'association est de préserver et valoriser le patrimoine des villages français pour accroitre leur notoriété et leur fréquentation et développer ainsi une activité économique liée au tourisme. Pour être membre de l'association, le village doit faire acte de candidature : il doit avoir une population de moins de 2 000 habitants ; avoir deux sites ou monuments classés Monument Historique et voter en conseil municipal l'adhésion. La demande est recevable si la commune répond à une grille de 27 critères. Le village adhère ensuite à une charte de qualité. Il peut se voir déclasser. Sarrant est donc l'un de ces 151 villages homologués comme "plus beaux villages de France".
- La porte de ville, surmontée de sa tour carrée, du XIVe siècle est un témoin des anciennes fortifications.
- L'église Saint-Vincent, édifiée au XIVe siècle, a été reconstruite et agrandie après les guerres de religion, au début du XVIIe siècle, et une flèche lui a été ajoutée au XIXe siècle. L'église est répertoriée depuis 2014 dans la base Mérimée[33] et à l'Inventaire général Région Midi-Pyrénées[34].
- La chapelle Notre-Dame-de-Pitié[Laquelle ?], à l'extérieur des remparts en face de la porte-tour, a été construite au XVIIe siècle, près de la fontaine dont le soubassement date de l'époque romaine.
- La maison de l'illustration est un équipement de 275 m2 situé dans une maison bourgeoise gasconne. Elle accueille des expositions et installations dédiées à l'illustration[35].
- À voir aussi à droite de la porte de ville, le jardin médiéval, riche de légumes anciens et de simples.

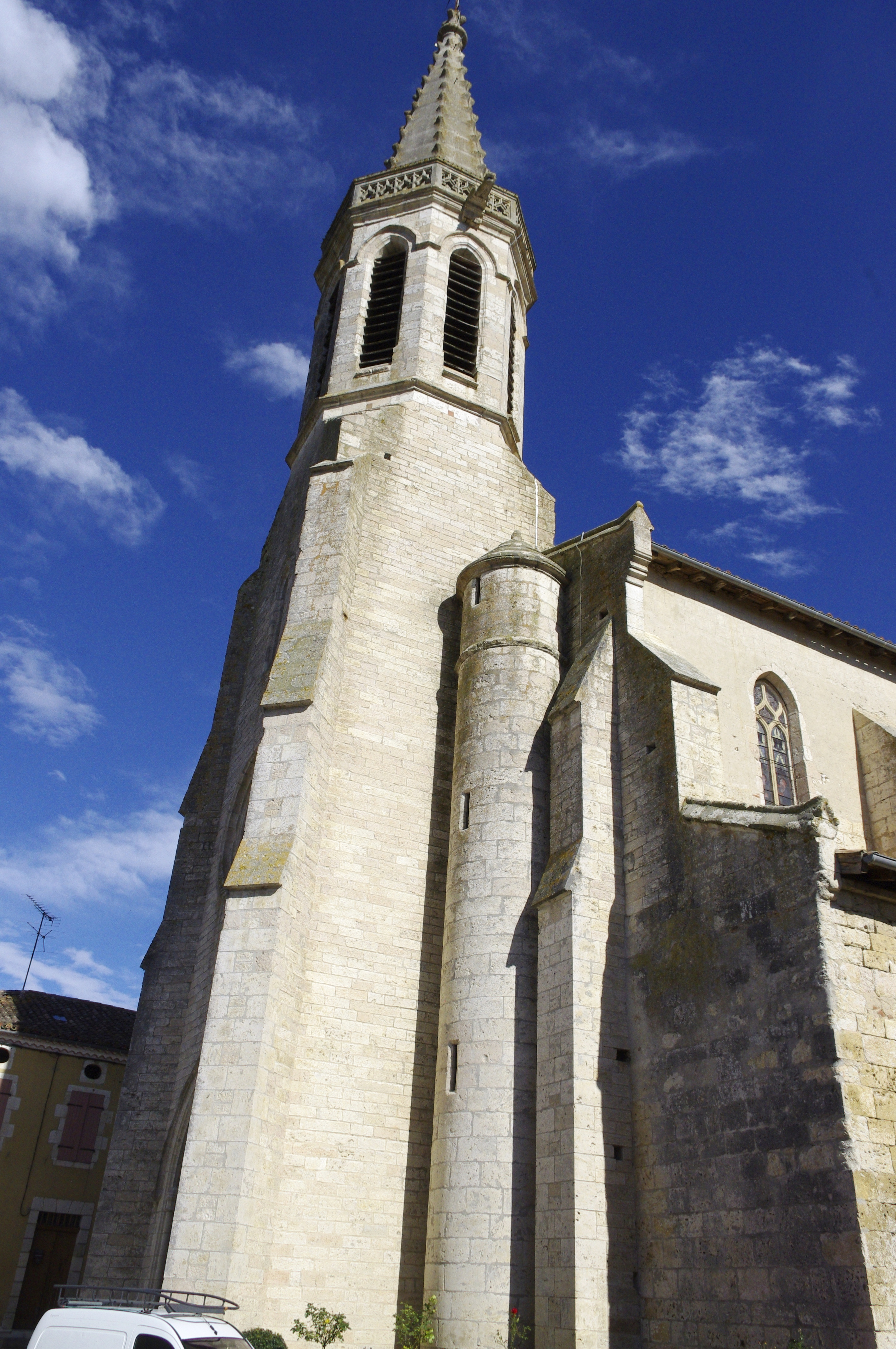
Clocher de l'église.
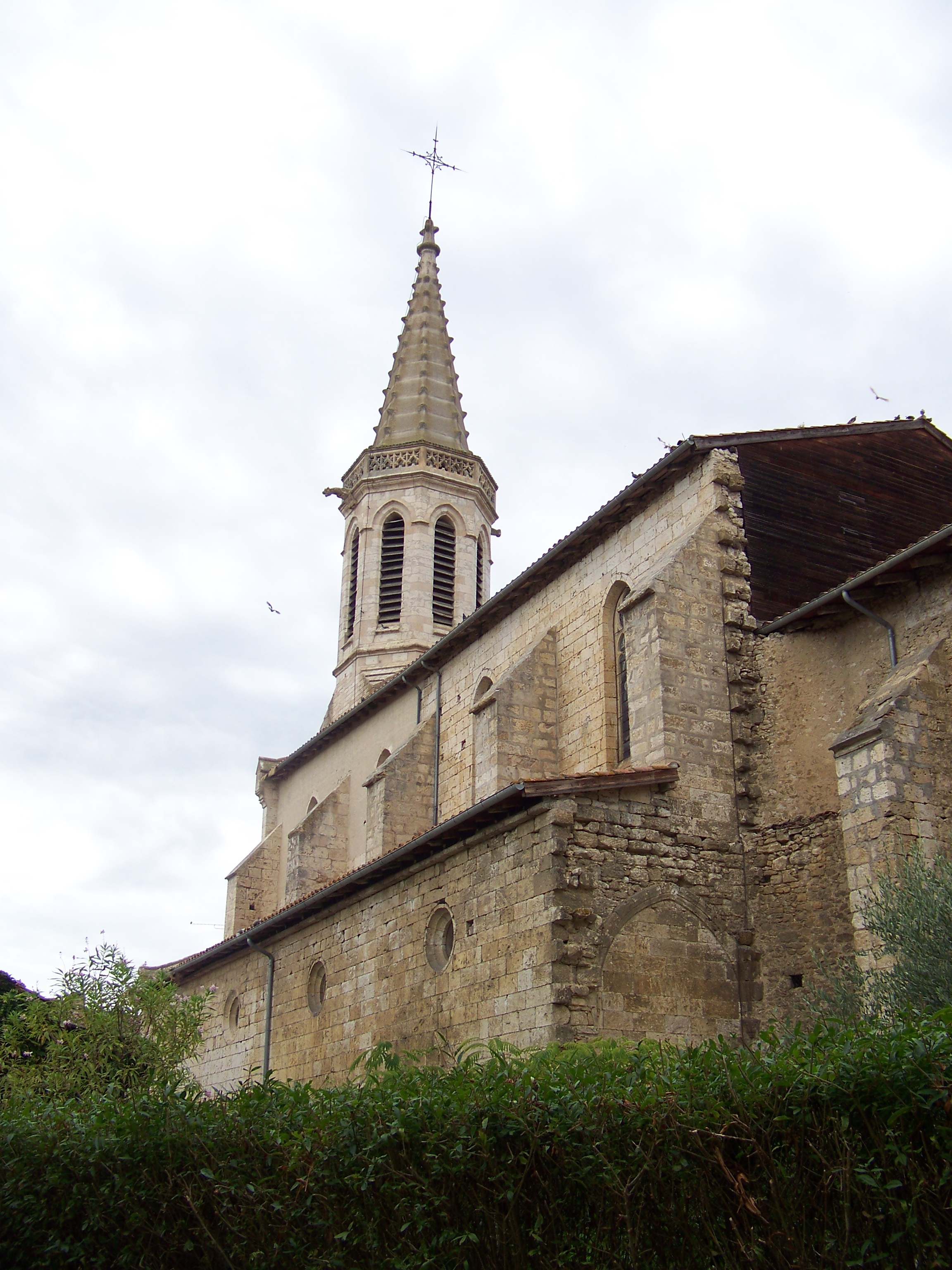
Arrière de l'église Saint-Vincent.
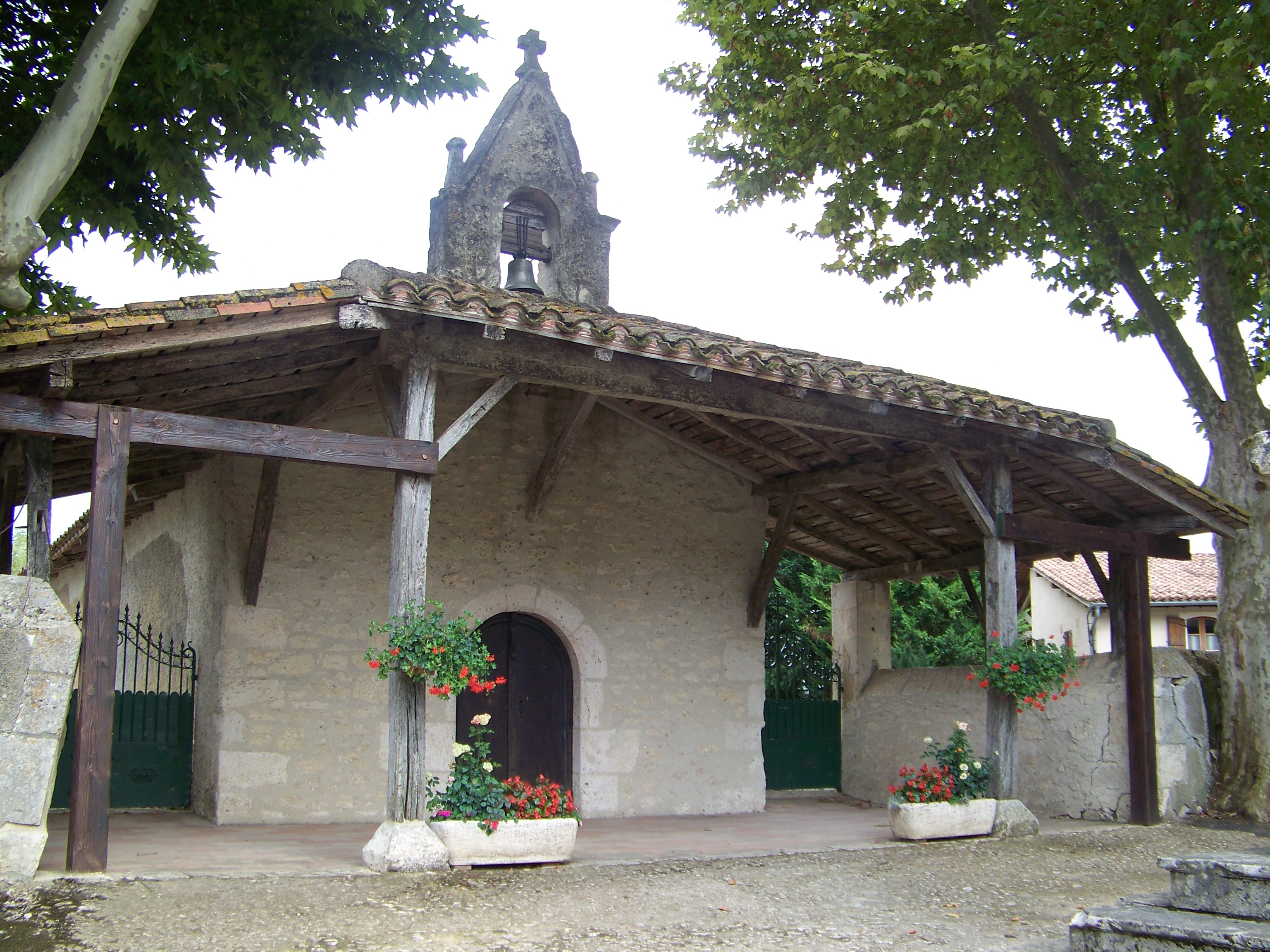
Chapelle Notre-Dame-de-la-Pitié.
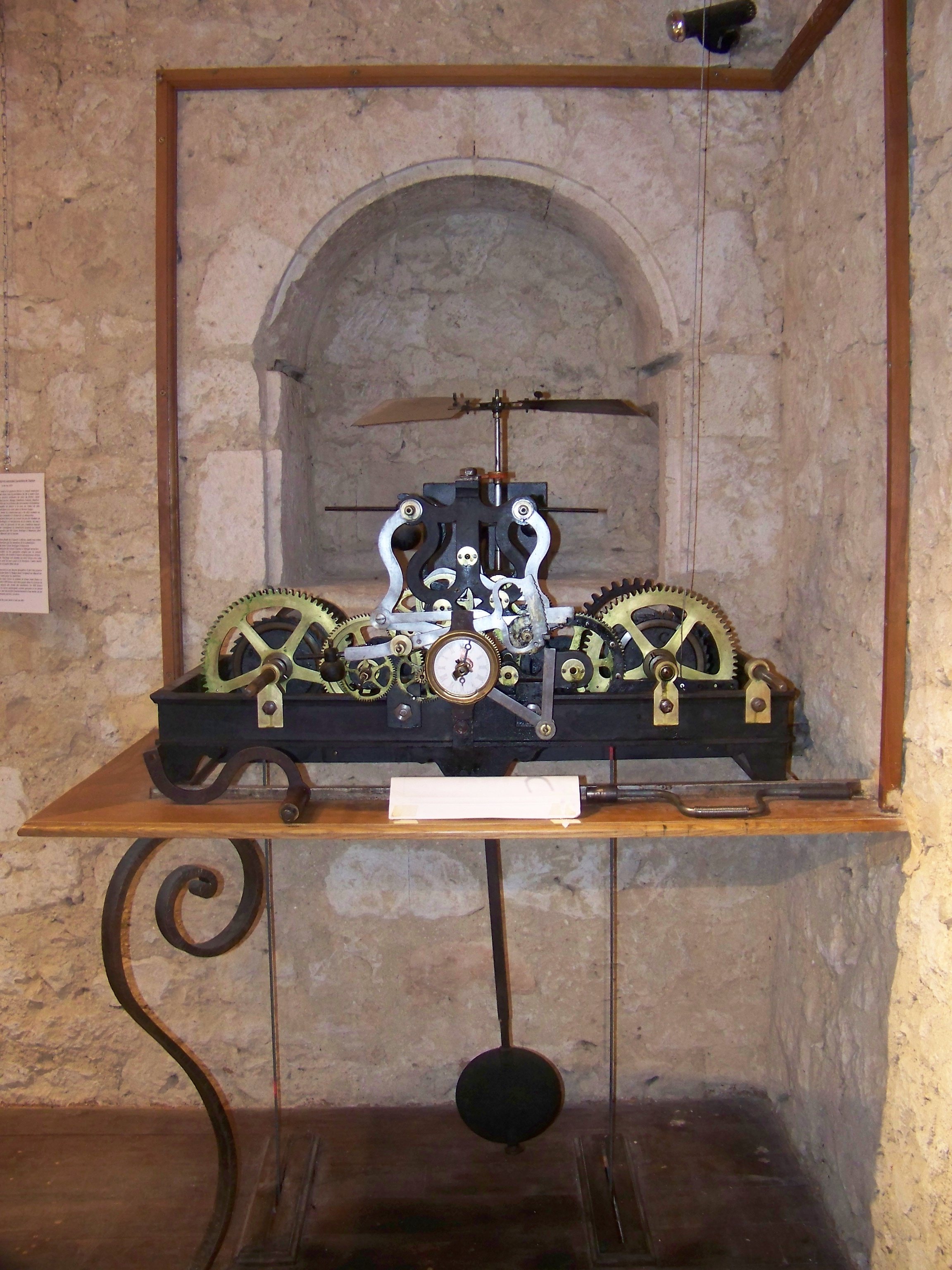
Horloge dans le musée d'outils anciens du donjon.
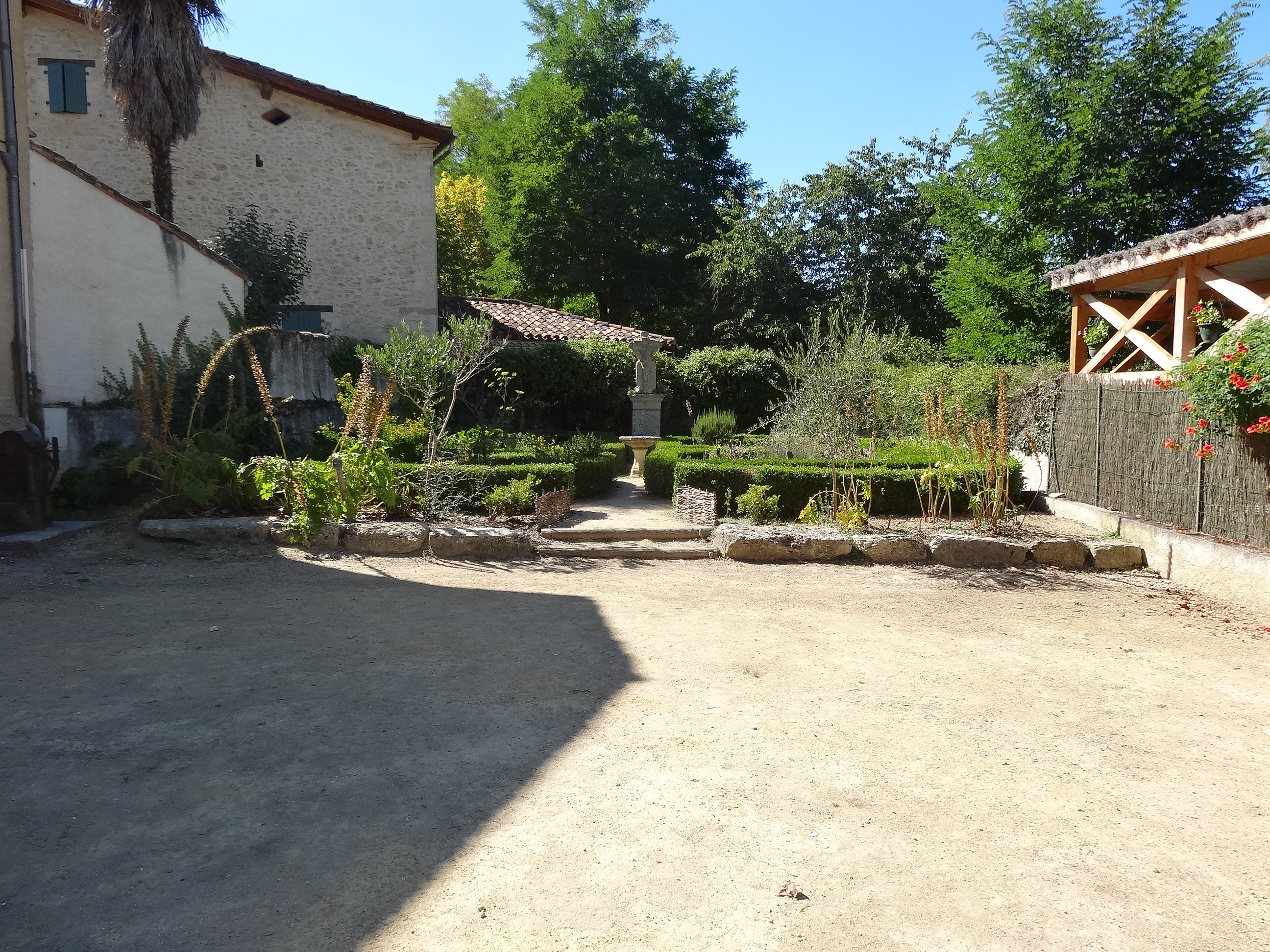
Le jardin médiéval.
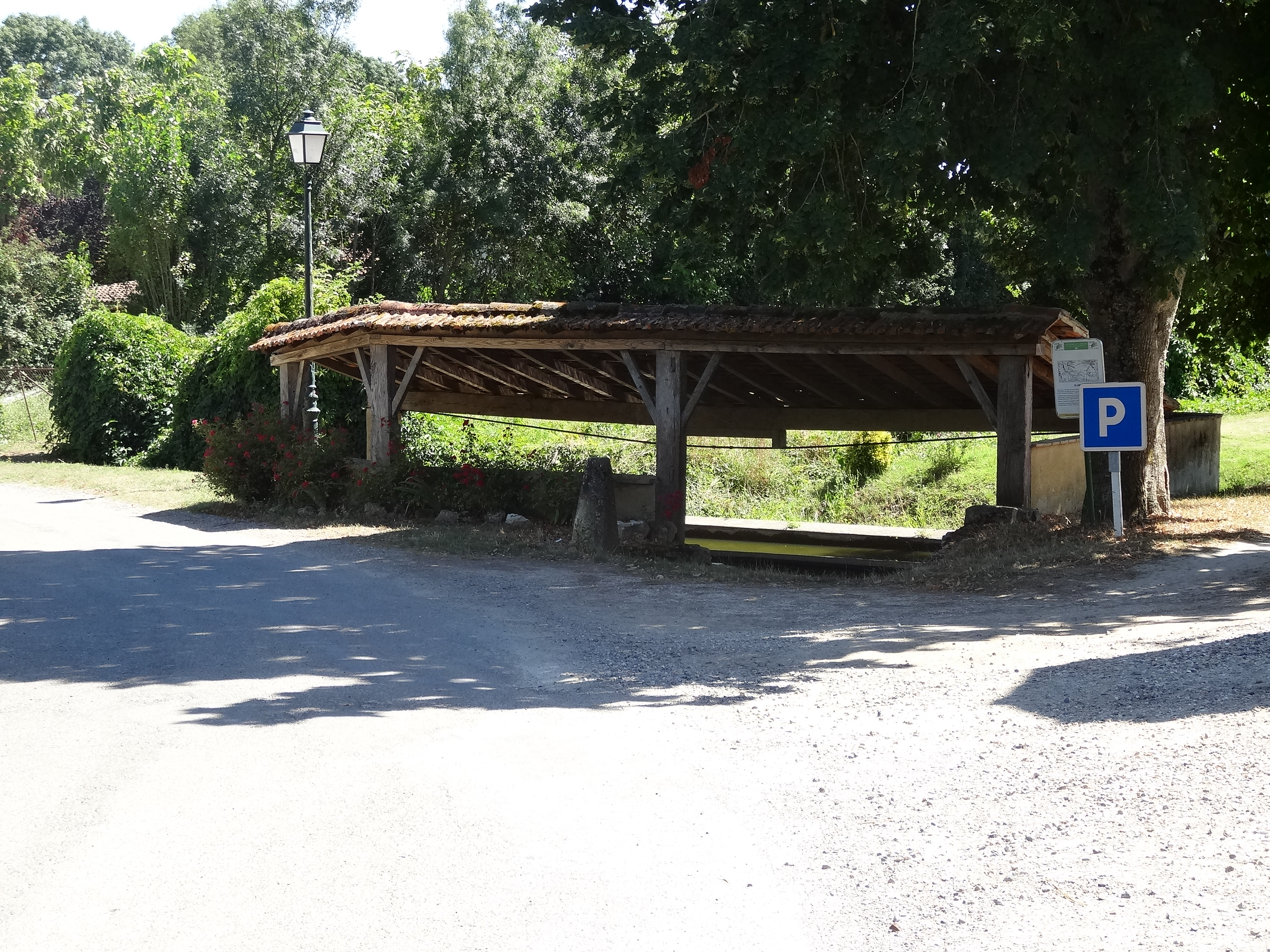
Le lavoir.

### Personnalités liées à la commune
- Jacques de Mauléon sieur de Labastide, a fait édifier le château de Savaillan. En 1526 il sert dans la compagnie d'Henri d'Albret roi de Navarre. L'année suivante, chef d'une compagnie d'hommes d'armes gascons, il  est lieutenant dans l'armée de Monluc durant la campagne d'Italie. Il se distingue par son courage dans la prise de Forcha-di-Penne. En 1533 il épouse Perrete Guilhot de Ferrières native du diocèse de Castres qui lui donnera neuf enfants. Il décèdera au château de Savaillan  durant l'hiver 1559.
- Denys de Mauléon, son fils né à Sarrant, est capitaine dans les armées du roi Henri de Navarre. En 1576, il épouse à l'église réformée de Mauvezin, demoiselle Catherine de Monlezun. LerRoi de Navarre lui offre deux moulins en cadeau de noces. Ils auront sept enfants dont le dernier, Henri né en 1588, a pour parrain le roi de Navarre en personne. Blessé d'une arquebusade au Mas-Grenier, Denys de Mauléon meurt dans son château en 1589.
- Guillaume de Laffont, capitoul de Toulouse en 1641 au secteur de la porte Saint-Géraud, est propriétaire de nombreux biens à Sarrant dont les métairies des Truilhés, de la Bourdette et du moulin à eau d'en Courbet sur le Sarrampion.
- Clément Fermat et son fils Pierre, sieurs d'En Caussan, frère et neveu du mathématicien Pierre de Fermat, sont bien-tenants de Sarrant. Au début du XVIIe siècle ils possèdent les terres nobles d'En Caussan.

### Héraldique
| Blason | Blasonnement : D'argent à une pomme de pin de sinople. |